# Ajay Naidu
Ajay Naidu (Evanston, 12 febbraio 1972) è un attore statunitense.

## Biografia
Nato da genitori indiani, ha studiato recitazione presso l'Università di Harvard e in seguito alla Evanston Township High School; qui, ha conosciuto l'attrice Heather Burns che ha sposato nel 2012.

## Filmografia parziale

### Cinema
- Vice Versa - Due vite scambiate (Vice Versa), regia di Brian Gilbert (1988)
- Chutney Popcorn, regia di Nisha Ganatra (1999)
- Impiegati... male! (Office Space), regia di Mike Judge (1999)
- Il guru (The Guru), regia di Daisy von Scherler Mayer (2002)
- Babbo bastardo (Bad Santa), regia di Terry Zwigoff (2003)
- Scary Movie 3 - Una risata vi seppellirà (Scary Movie), regia di David Zucker (2003)
- Un marito di troppo (The Accidental Husband), regia di Griffin Dunne (2008)
- The Wrestler, regia di Darren Aronofsky (2008)
- Lontano da qui (The Kindergarten Teacher), regia di Sara Colangelo (2018)
- The Good Nurse, regia di Tobias Lindholm (2022)

### Televisione
- Uncoupled – serie TV, episodio 1x05 (2022)

## Doppiatori italiani
Nelle versioni in italiano delle opere in cui ha recitato, Ajay Naidu è stato doppiato da:
- Teo Bellia in Impiegati... male
- Oreste Baldini in Un marito di troppo
- Alessandro Quarta in Blindspot
- Matteo Zanotti in Lontano da qui
- Massimiliano Virgilii in The Good Nurse